# Sibylle von Delphi

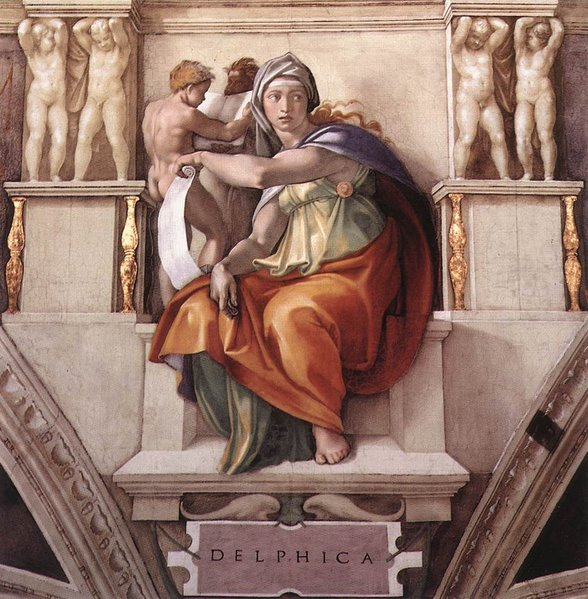
Delphische Sibylle von Michelangelo, 1509

Die Delphische Sibylle ist eine der nach Varro, einem römischen Historiker des 1. Jahrhunderts v. Chr., von Laktanz unterschiedenen zehn Sibyllen, die jeweils mit einem geographischen Epithet versehen sind.
Die Delphische Sibylle war eine legendäre Prophetin, die in Delphi wahrgesagt haben soll. Sie gehörte jedoch nicht zum Orakel von Delphi und sollte nicht mit Pythia, der Priesterin des Apollo gleichgesetzt werden. So ist z. B. im Orakelbezirk von Delphi außerhalb des eigentlichen Heiligtums ein getrennter „Sibyllenfels“ zu finden, an dem laut Pausanias die Sibylle ihre Stimme erhoben haben soll.
In Anlehnung an Laktanz verstanden christliches Mittelalter und Renaissance die Delphische Sibylle als eine den Propheten fast gleichzustellende pagane Verkünderin einer Gotteserwartung.
In der Kunst der Gotik und Renaissance wird die Delphische Sibylle meist in Anlehnung an Varro als eine in einer Reihe von Sibyllen dargestellt, oft in Gegenüberstellung zu einer oft gleichen Anzahl von Propheten des Alten Testaments. 
Die wohl bekannteste bildliche Darstellung ist die Delphica des  Michelangelo im Fresko an der Decke der Sixtinischen Kapelle, wo insgesamt fünf Sibyllen alternierend mit sieben Propheten stehen. Sie ist dargestellt als die jüngste unter den Sibyllen, im Gegensatz besonders zu der Sibylle aus Persien. 
Weitere Darstellungen einer Delphischen Sibylle  sind u. a. an folgenden Orten zu finden:
- Ulm, gotische Halb-Plastik im Chorgestühl des Münsters, als eine von zehn Sibyllen, im Gesamtkunstwerk mit zahlreichen antiken Gelehrten und Propheten
- Rom, Kirche Santa Maria del Popolo, als eine von vier Sibyllen von Pinturicchio.